# Så blir du en antirasist
Så blir du en antirasist (originaltitel: How to Be an Antiracist) är en facklitterär bok från 2019 av den amerikanska författaren och historikern Ibram X. Kendi. Boken behandlar  rasism i USA och argumenterar för hur det är möjligt att som individ agera antirasistiskt i ett rasistiskt system. Boken toppade de amerikanska försäljningslistorna i samband med demonstrationerna efter det uppmärksammade dödsfallet av afromamerikanen George Floyd som skedde i samband med ett polisingripande 2020.
Boken kom i svensk översättning av Erik MacQueen 2020 på förlaget Natur & Kultur.

## Innehåll
Kendi väver samman personliga berättelser med kulturkritik, historia och teori. Varje kapitel inleds med begreppsdefinitioner. Bland de historiska händelser som skildras finns 1600-talets europeiska debatt om polygenesteori, rassegregation i USA, åtalet mot OJ Simpson och hur ras påverkade presidentvalet i USA 2000. Boken är indelad i kapitel utgående från grundläggande begrepp som makt, biologi, kropp, kultur, etnicitet, vit, svart, framgång och överlevnad. 
Kendis budskap är att förändring endast är möjlig genom aktivt sökande. Han menar att rasism i grunden handlar om maktfördelning, därför bör den rasistiska politiken stå i centrum för förändringsarbetet, inte individers okunskap. Kendi är även tydlig med att antirasism innebär att anlägga ett intersektionellt perspektiv och kämpa mot övriga maktordningar som rasism sammanflätas med: genus, sexualitet med mera.

## Mottagande
I Sverige har boken fått ett i grunden positivt mottagande. Så blir du en antirasist kritiseras samtidigt för det generaliserande självhjälpsgreppet. Expressens recensent Valerie Kyeyune Backström skrev "det cyniska i hur svart lidande genast omformuleras till att konsumera självhjälpsböcker" och Dagens Nyheters recensent Kristina Lindquist menade att boken "dras med ett ganska svåruthärdligt tilltal lånat från självhjälpslitteraturen".
Översättningen har kritiserats för att vara full av anglicismer, korrekturfel och att texten ofta förlorar betydelsefull mening när begrepp och koncept översatts fel.